# Beschussbescheinigung

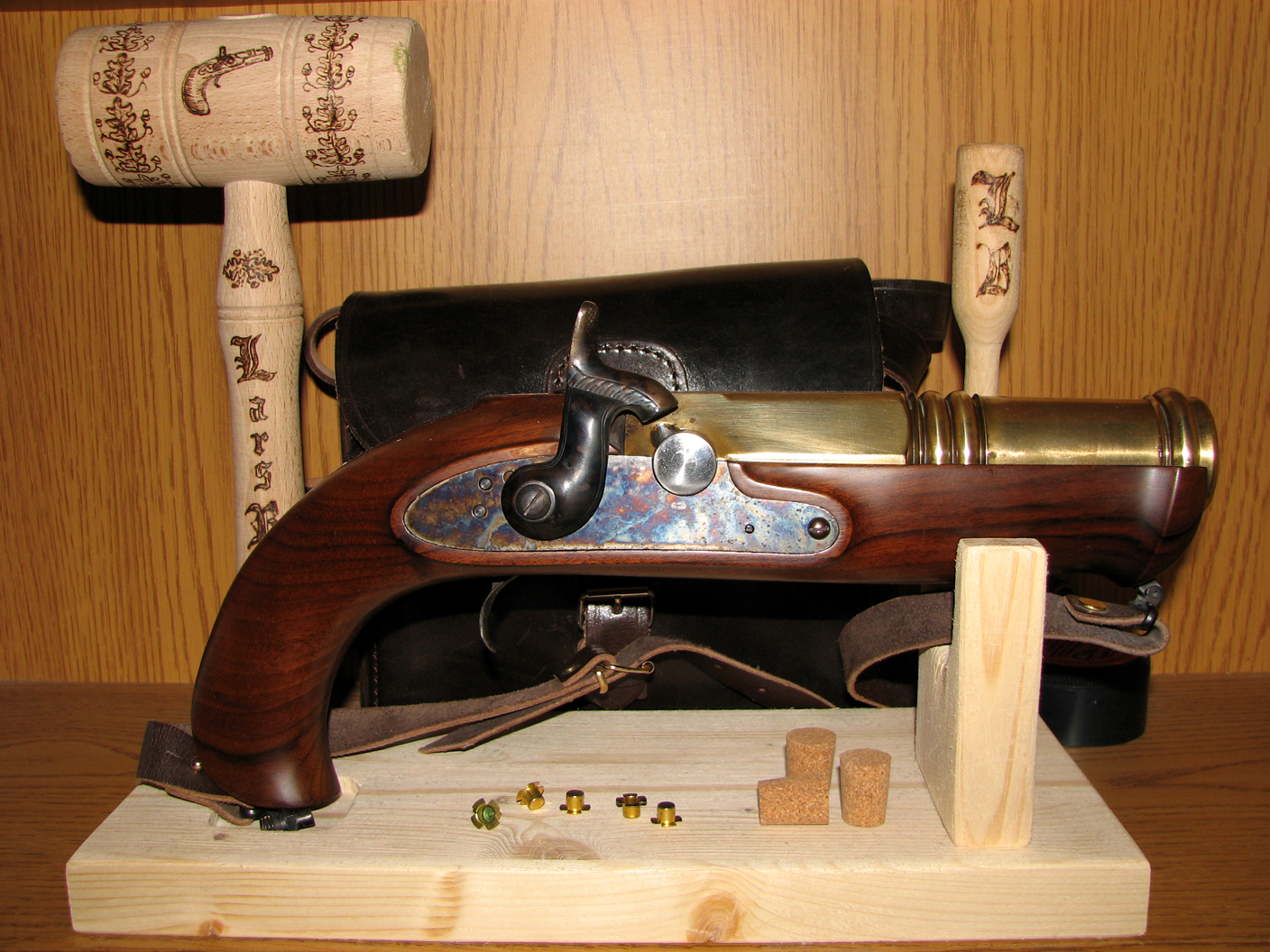
Für Böllergeräte wie diesen Handböller muss zum Schießen eine Beschussbescheinigung vorliegen.

Eine Beschussbescheinigung muss in Deutschland laut dem Beschussgesetz für jedes einzelne Salutschussgerät (Böller) vorliegen (§ 3 BeschussG). Sie wird nach der Beschussprüfung des Böllers vom Beschussamt ausgestellt und auf dem Böller werden zudem Beschusszeichen und die höchstzulässige Schwarzpulvermenge und Vorlage eingeschlagen. Die Bescheinigung hat eine Gültigkeit von 5 Jahren, danach muss der Böller erneut dem Beschussamt vorgelegt werden und es wird eine neue Bescheinigung ausgestellt.  Werden Veränderungen an den höchstbeanspruchten Teilen des Böllers vorgenommen erlischt die Beschussbescheinigung und der Böller muss erneut dem Beschussamt vorgelegt werden.

## Inhalt der Bescheinigung
In der Beschussbescheinigung sind alle wichtigen Daten des Böllergerätes eingetragen:
- Name und Ort des Beschussamtes
- Nummer der Beschussbescheinigung
- Kaliber (z. B. 15 mm)
- Hersteller
- Geräte-Nummer (wird bei Eigenbau vom Beschussamt vergeben)
- Zündungsart (z. B. Perkussionszündung)
- Eigentümer
- Datum des Beschusses
- Hinweis auf die bestimmungsgemäße Durchführung des Beschusses und ggf. der Anbringung der Beschusszeichen und dem Ortszeichen
- Gebrauchsladung (z. B. 13 g Schwarzpulver, 6 g Vorlage)
- Hinweis auf die minimale Pulvermenge für eine sichere Zündung sowie die Beschaffenheit der Vorlage (i. d. R. Kork)
- Rechtliche Hinweise betreffend einer Veränderung des Böllers, auf die einschlägigen Vorschriften des Beschussgesetzes, auf das Sprengstoffrecht, auf die Unfallverhütungsvorschriften und die Auflagen der zuständigen Behörden (Ordnungsamt, Polizei).
- Ablaufdatum der Gültigkeit der Bescheinigung

## Beschusszeichen am Böllergerät

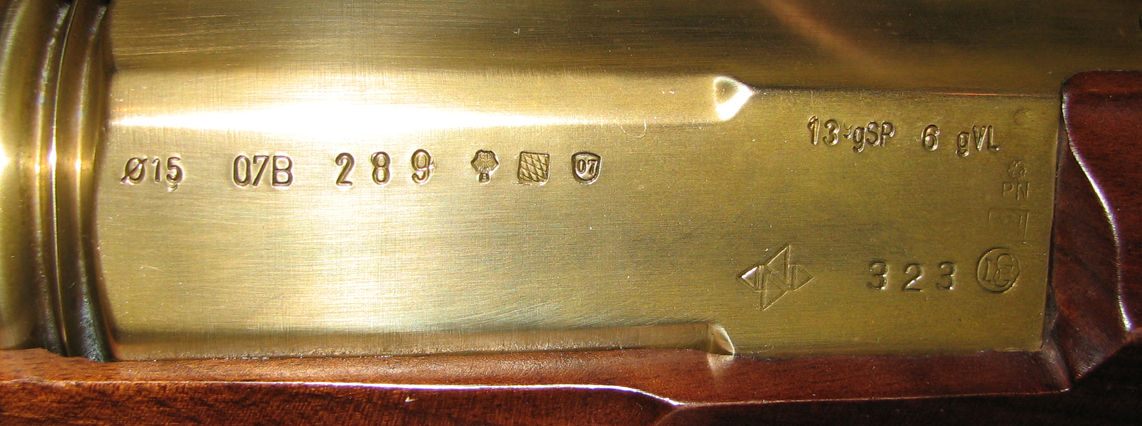
Beschusszeichen an einem Handböller

Die wichtigsten Daten werden zudem auf dem Böller eingeschlagen. Anhand des Beispielbildes sind dies:
- Kaliber (Ø15)
- Nummer der dazugehörigen Bescheinigung (07B 289)
- Art des Beschusses (Bundes-Adler mit „B“ darunter für Böllerbeschuss)
- Ortszeichen des Beschussamtes (hier Mellrichstadt), Übersicht deutscher Beschussämter
- Jahr des Beschusses (07)
- Angabe zur höchstzulässigen Ladung und Vorlage (13gSP 6gVL, 13 g Schwarzpulver und 6 g Vorlage) – im Bild rechts oben
- Waffennummer (wird vom Hersteller angebracht) – im Bild rechts unten